# Rinnódži
Rinnódži (japonsky 輪王寺) je buddhistický chrám sekty Tendai ve městě Nikkó v prefektuře Točigi v Japonsku. Je známý díky třem velkým sochám Buddhy a také pro nádhernou zahradu Šójó-en (逍遥園).
Do chrámového komplexu patří rovněž mauzoleum třetího šóguna z rodu Tokugawa Iemicua Taijúin reibjó (大猷院霊廟), postavené v roce 1653.
Chrám Rinnódži byl v roce 1999 zapsán na Seznam světového dědictví UNESCO společně se svatyní Futarasan a se svatyní Tóšógú.